# بزبینا (عکار)
بزبینا (به عربی: بزبینا) یک منطقهٔ مسکونی در لبنان است که در شهرستان عکار واقع شده‌است. بزبینا ۵٫۹۳ کیلومتر مربع مساحت و ۲٬۲۶۸ نفر جمعیت دارد و ۶۶۰ متر بالاتر از سطح دریا واقع شده‌است.